# Wapama Falls
Wapama Falls é uma  cachoeira localizada no Parque Nacional de Yosemite, Califórnia.

## Outros nomes
- Hetch Hetchy Falls
- Macomb Falls